# Leucania imperfecta
Leucania imperfecta är en fjärilsart som beskrevs av Smith 1894. Leucania imperfecta ingår i släktet Leucania och familjen nattflyn. Inga underarter finns listade i Catalogue of Life.